# Al-Muntasir
Al-Muntasir bi-Allah (arab. 'chroniony przez Boga', ur. około 837, zm. w czerwcu 862) – przed przejęciem godności kalifa Abu Abd al-Wahhab Muhammad ibn Dżafar, kalif z dynastii Abbasydów (861-862), syn i następca kalifa Al-Mutawakkila.

## Podział państwa między synów Al-Mutawakkila
Jeszcze jako niepełnoletni chłopiec otrzymał wraz z dwoma młodszymi braćmi, Az-Zubajrem, przyszłym kalifem Al-Mu’tazzem oraz z Ibrahimem, nadziały, którymi w ich imieniu administrowali specjalni pełnomocnicy.

## Przeniesienie rezydencji kalifa zSamarrywłaściwej do Dżafarijji
Po opuszczeniu przez Al-Mutawakkila Samarry wiosną 861 i przeniesieniu oficjalnej siedziby kalifa do nowo wybudowanej rezydencji Al-Dżafarijja (ob. Abu Dulaf), około 20 km na północ od Samarry Al-Mutasima, dowódcy gwardii tureckiej powzięli plan zamachu stanu: zamordowania kalifa i przyznania sukcesji po nim właśnie Al-Muntasirowi. Kalif Al-Mutawakkil wyczuwając wrogie wobec niego nastroje lub po prostu dowiedziawszy się o nich od swoich zauszników, pozbawia Al-Muntasira następstwa tronu, a „sułtanowi” korpusu szakirijja, Wasifowi, odbiera lenna w rejonie Isfahanu. Naczelnicy Turków, powiadomieni o planach kalifa godzących w nich, prawdopodobnie przez niechętnych Władcy Wiernych szyitów, postanowili niezwłocznie usunąć Al-Mutawakkila.

## Coup d'etat w Al-Dżafarijji
W grudniu 861, w czasie biesiady w Al-Dżafarijji, suto zakrapianej winem, kalif mocno już pijany, zaczął publicznie lżyć najstarszego syna, a wreszcie spoliczkował go. Kiedy wszyscy trzej synowie Al-Mutawakkila opuścili salę biesiadną pod jakimiś pozorami, gwardziści tureccy pozamykali za nimi wszystkie wyjścia z sali i w obecności służących (jednemu udało się ukryć a potem zbiec niepostrzeżenie) rzucili się na kalifa i zamordowali go. Jeszcze tej samej nocy, z 10 na 11 grudnia, Al-Muntasir wezwał przed siebie swoich dwóch młodszych braci i zażądał od nich zrzeczenia się przysługujących im uprawnień, oraz obietnicy nie mieszania się do rządów państwem. Dla pewności kazał ich natychmiast internować.

## Krótkie panowanie Al-Muntasira
Al-Muntasir przeniósł siedzibę kalifacką, po myśli swoich gwardzistów tureckich, z powrotem do Samarry. Ludność Samarry powiadomiono oficjalnie, że Al-Mutawakkil zmarł zachłysnąwszy się winem w czasie biesiady. Ponieważ całe tłumy domagały się przekazania władzy kalifackiej internowanemu Al-Mutazzowi, nowy kalif rozkazał umieścić młodszego brata w Al-Dżawsak, pałacu Al-Mutasima i pilnie strzec. Prawo do następstwa tronu Al-Muntasir scedował na własnego syna, Abd al-Wahhaba. Już w czerwcu 862 Al-Muntasir zachorował i zmarł, dożywszy zaledwie 25 roku życia. Jego nagły zgon wyjaśniano w późniejszych źródłach infekcją tudzież karą za udział w ojcobójstwie.